# Ins, Elveția
Ins (în franceză Anet) este o comunitate polică situată în districtul Seeland, cantonul Berna, Elveția. 

## Date geografice
Comuna Ins, împreună cu localitățile Cudrefin, Gampelen, Tschugg și Erlach BE se află într-o regiune fertilă numită Grosses Moos care face parte din Țara celor trei lacuri (Seeland (Elveția)). Localități vecine luate din nord în sensul acelor de ceasornic, sunt: Vinelz, Lüscherz, Brüttelen, Müntschemier, Bas-Vully, Haut-Vully.

## Istoric
Regiunea a fost locuită din perioada epocii pietrei șlefuite. Aici s-au găsite morminte ale prinților celți. În timpul romanilor exista o șosea care lega Broye de Ins. Podul din timpul romanilor peste Broye, avea o lungime de 84 m și o lățime de d 7,6 m. Tot aici s-au găsit urme de așezări galo-romane. După retragerea romanilor au sosit din vest burgunzii și din est alemanii. Comuna a aparținut ulterior de regatul Burgundiei, iar pe urmă de Imperiul German. Primul document istoric care atestă denumirea comunei provine din anul 1009, ea amintește familia nobiliară von Neuenburg.
Aici a început să scrie Dürenmatt drama care l-a făcut celebru, Vizita bătrânei doamne.

## Legături extene
- Offizielle Website der Gemeinde Ins
- Articol despre Ins în Lexiconul de istorie al Elveției

1. ↑  Arealstatistik Standard - Gemeinden nach 4 Hauptbereichen (în germană), Bundesamt für Statistik[*], accesat în 13 ianuarie 2019